# Farida Shaheed

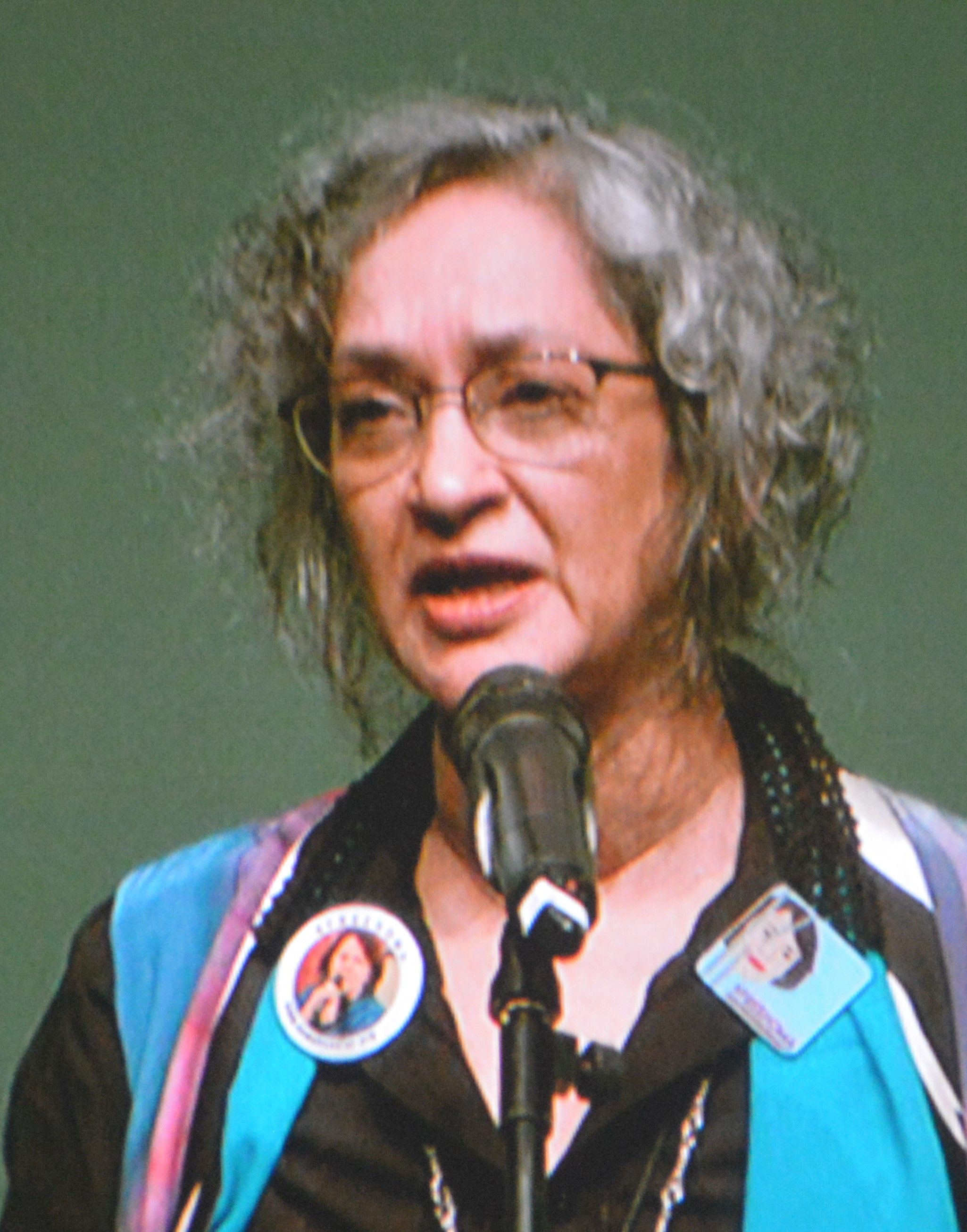
Farida Shaheed (2016)

Farida Shaheed (geb. vor 1981) ist eine pakistanische Soziologin und Frauenrechts-Aktivistin. Sie arbeitet wissenschaftlich über Geschlechtergerechtigkeit und soziale Fragen sowohl unter nationalem wie internationalem Blickwinkel.
Von 2012 bis 2015 war sie UN-Sonderberichterstatterin für kulturelle Rechte. Seit 2022 ist sie UN-Sonderberichterstatterin für das Recht auf Bildung.

## Wirken
Shaheeds Arbeit als Forscherin und Aktivistin ist beeinflusst durch die Feministische Wissenschaftstheorie, die sie auch auf Themenbereiche wie Ländliche Entwicklung, Arbeitsmarktökonomie, Kultur, Religion und den Staat anwendet. Ein Schwerpunkt ihrer Arbeit ist die Förderung und der Schutz kultureller Rechte vor allem marginalisierter Bevölkerungsgruppen wie Frauen, verarmter Menschen sowie religiöser und ethnischer Minderheiten.
Shaheed war 1981 Gründungsmitglied des pakistanischen Frauenrechts-Netzwerks Women’s Action Forum (WAF), außerdem ist sie Mitglied des 1980 gegründeten und in 70 Staaten der Welt aktiven feministischen Netzwerks Women Living Under Muslim Laws (WLUML). Sie leitet Shirkat Gah (dt.: Teilhabe), eine große Frauenberatungsorganisation in Pakistan.
2004 schrieb sie gemeinsam mit Aisha Lee F. Shaheed das Buch Great Ancestors: Women Asserting Rights in Muslim Contexts (dt.: Große Ahninnen: Frauen, die ihre Rechte in muslimischen Gesellschaften einforderten). Das Buch ist konzipiert als Handlungsanleitung für Frauenrechtsaktivisten sowie Dokumentation mit historischen und biographischen Informationen. Es wurde zunächst von Shirkat Gah herausgegeben, 2012 wurde es von der University of Oxford in einer Monographie erneut publiziert.

## Ehrenamtliche Tätigkeiten
Von 2009 bis 2012 war sie für den UN-Menschenrechtsrat unabhängige Expertin und von 2012 bis 2015 dann UN-Sonderberichterstatterin für kulturelle Rechte. Seit dem 1. August 2022 ist sie UN-Sonderberichterstatterin für das Recht auf Bildung.

## Auszeichnungen (Auswahl)
- 2014 Preis des pakistanischen Ministerpräsidenten[9]
- 2014 International Award UCLG – Mexico City – Culture 21[10][11]

## Publikationen (Auswahl)
- mit Aisha Lee F. Shaheed: Great Ancestors: Women Asserting Rights in Muslim Contexts, Oxford University Press, Oxford, New York, 2012, ISBN 978-0-19-547636-1
- Contested Identities: Gendered Politics, Gendered Religion in Pakistan, Third World Quarterly 31(6):851-67, September 2010, DOI:10.1080/01436597.2010.502710
- mit Sohail Akbar Warraich et al.: Shaping Women’s Lives: Laws, Practices and Strategies in Pakistan, Shirkat Gah, Women’s Resource Centre, 1998
- mit Khawar Mumtaz: Women of Pakistan: Two Steps Forward, One Step Back?, Zed Books, 1987, ISBN 978-0-86232-280-9